# Elektrická jednotka 655
Elektrická jednotka 655 je částečně nízkopodlažní třívozová elektrická jednotka polského výrobce PESA Bydgoszcz. Sedm jednotek řady 655 provozuje od dubna 2025 dopravce RegioJet na linkách S49 a S61 Pražské integrované dopravy v rámci systému Esko.

## Popis
Jednotka byla odvozena od dvouvozové řady 654, kterou dopravce RegioJet provozuje v Ústeckém kraji. Každá jednotka se skládá z motorového vozu řady 655, vloženého řady 055 a řídicího řady 955. Jednotky mají maximální rychlost 160 km/h, jsou vybaveny mobilní částí vlakového zabezpečovače ETCS Level 2 a mohou být provozovány na napájecích soustavách 3 kV DC a 25 kV / 50 Hz AC. V interiéru se nachází oddíl první i druhé třídy, prostory pro přepravu jízdních kol, invalidních vozíků i dětských kočárků. Čelní vozy jsou vybaveny jedním párem dvoukřídlých dveří, prostřední vůz dvěma páry.[zdroj?]

## Provoz
Na konci roku 2021 zvítězil RegioJet v soutěži hlavního města Prahy na provozování městských linek S49 (Praha-Hostivař – Roztoky u Prahy) a S61 (Praha-Běchovice – Praha-Vršovice) v rámci Pražské integrované dopravy.  V únoru 2024 oznámil organizátor dopravy ROPID změnu trasy linky S61, která měla na své trase obsluhovat nové zastávky Hostavice, Jahodnice a Jiráskova čtvrť. Dotčené městské části nezvládly zastávky vybudovat, proto byla linka S61 přesměrována na novou trasu Úvaly – Praha-Libeň – Praha hlavní nádraží – Praha-Vršovice.
Jednotky získaly povolení pro zkušební provoz 13. března 2025, poté probíhaly zkušební jízdy bez cestujících. Pravidelný provoz s cestujícími byl zahájen 1. dubna 2025.

## Galerie

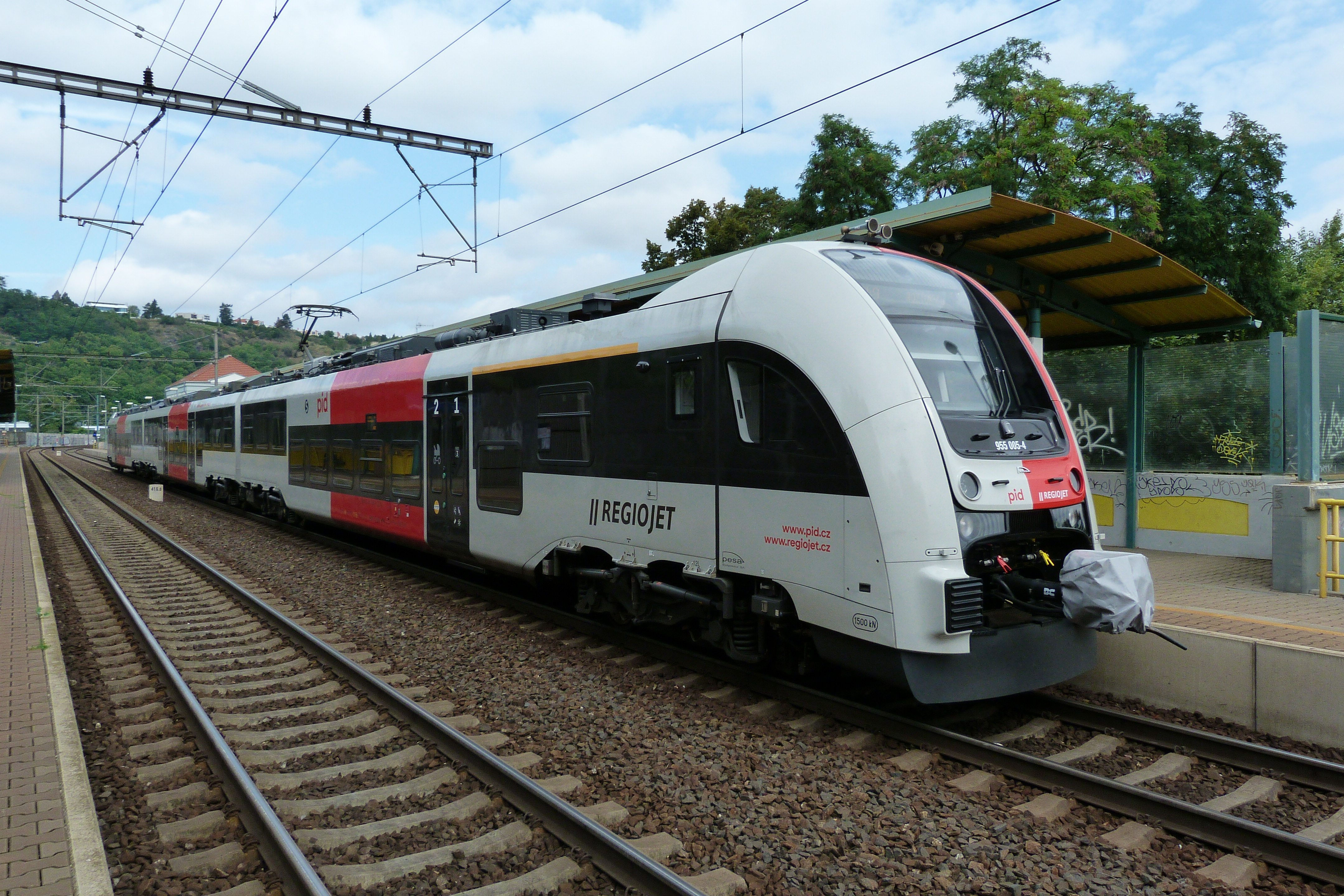
Jednotka řady 655 v zastávce Praha-Podbaba
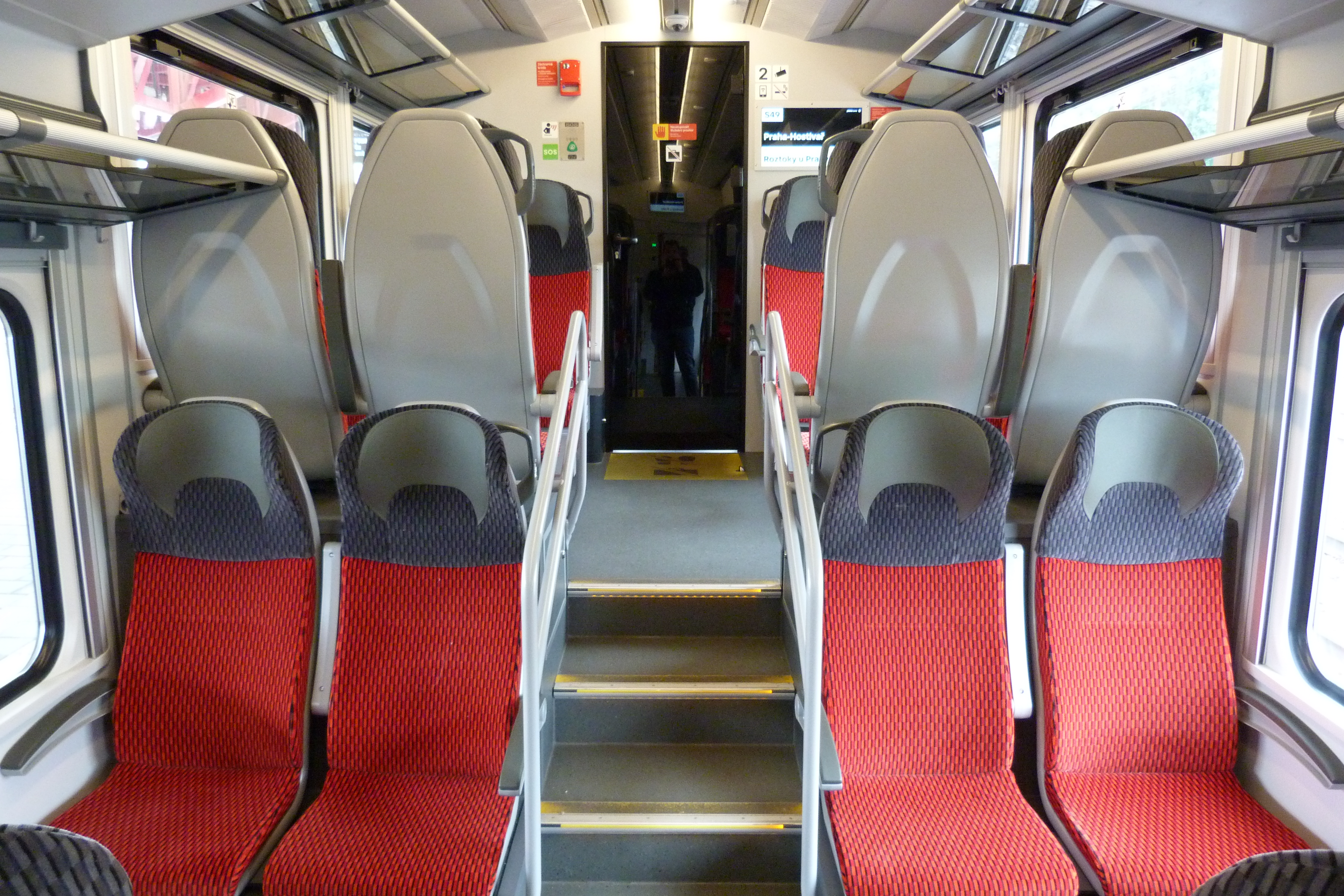
Prostor pro cestující za kabinou strojvedoucího
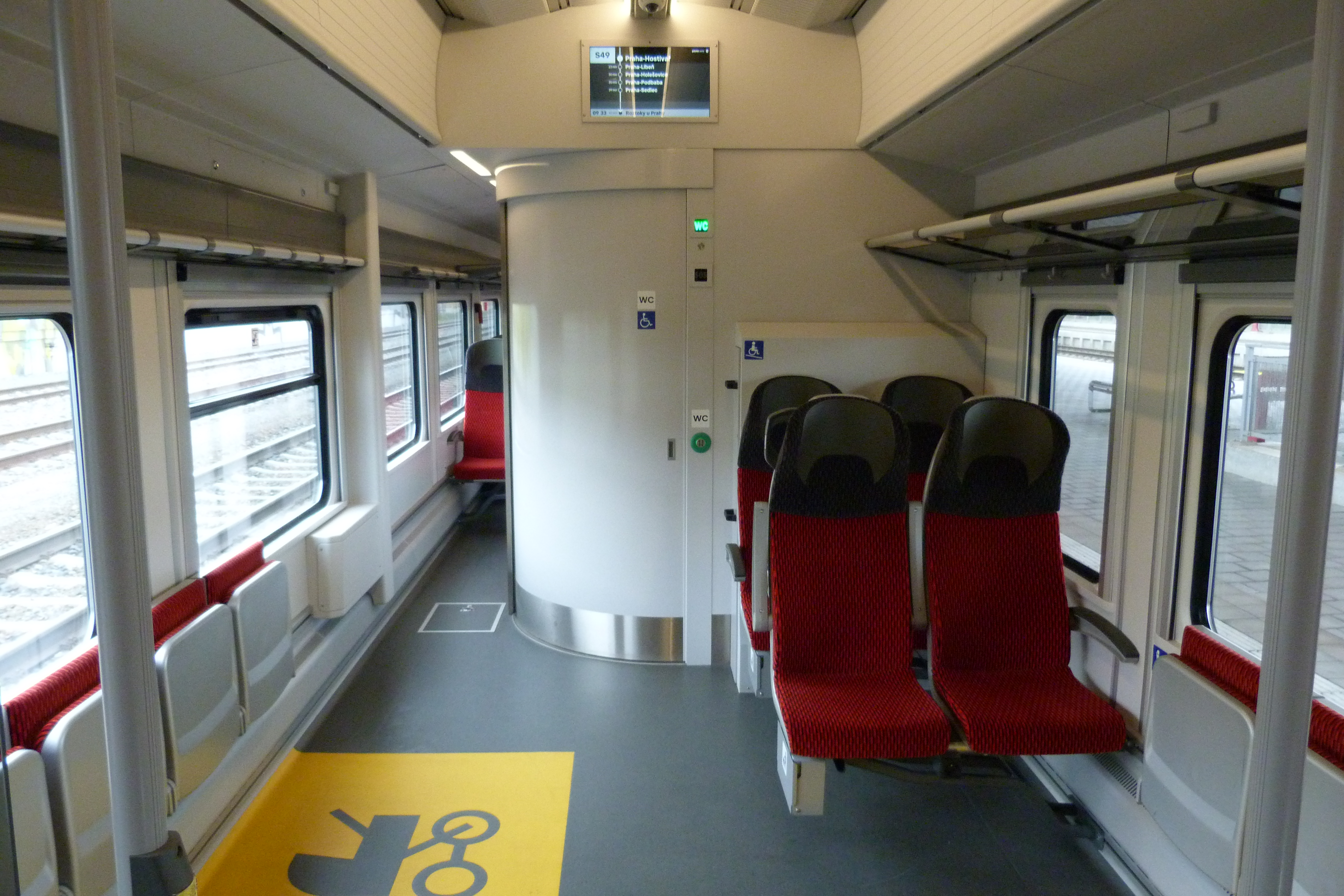
Prostor pro dětské kočárky a bezbariérové WC
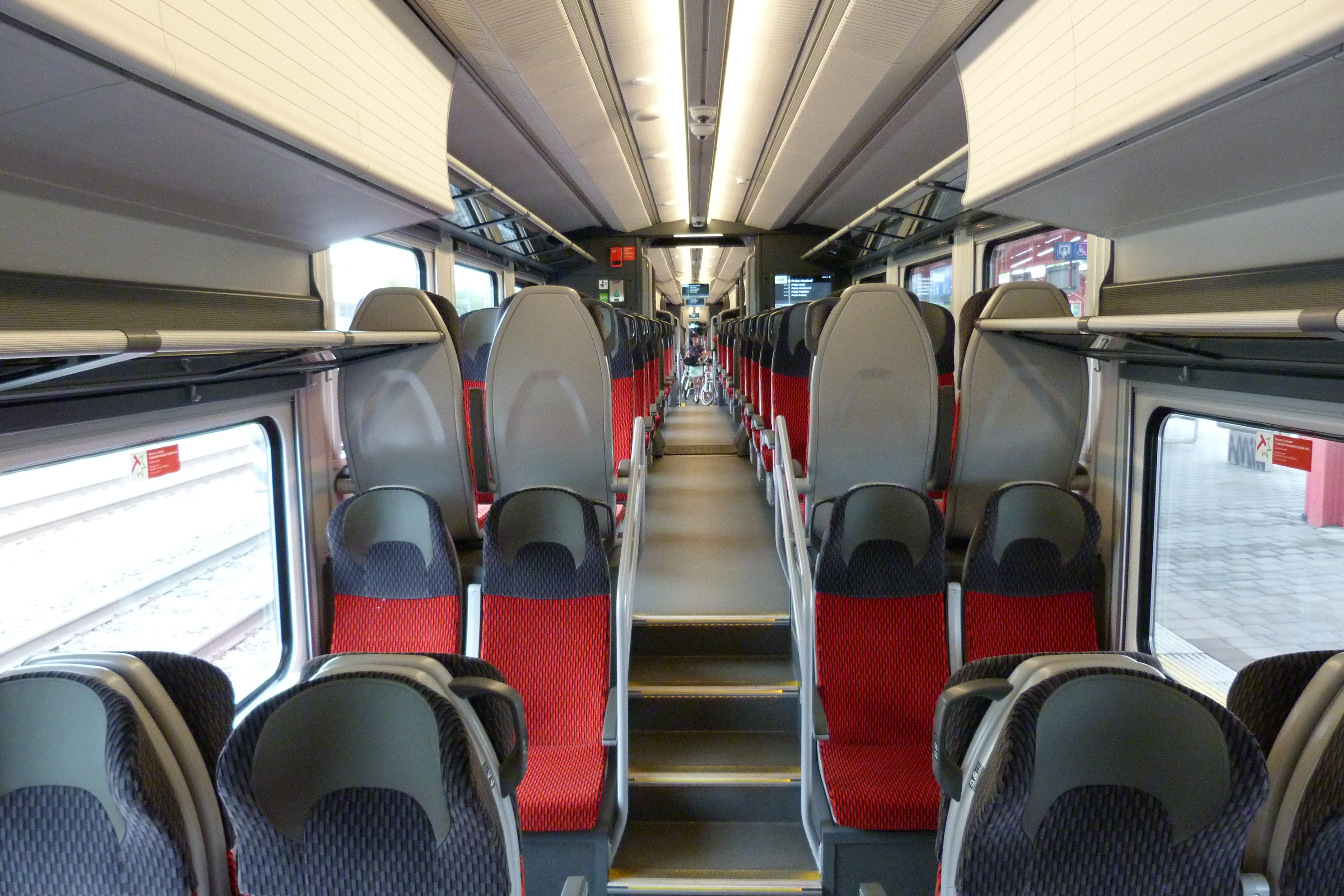
Interiér jednotky řady 655
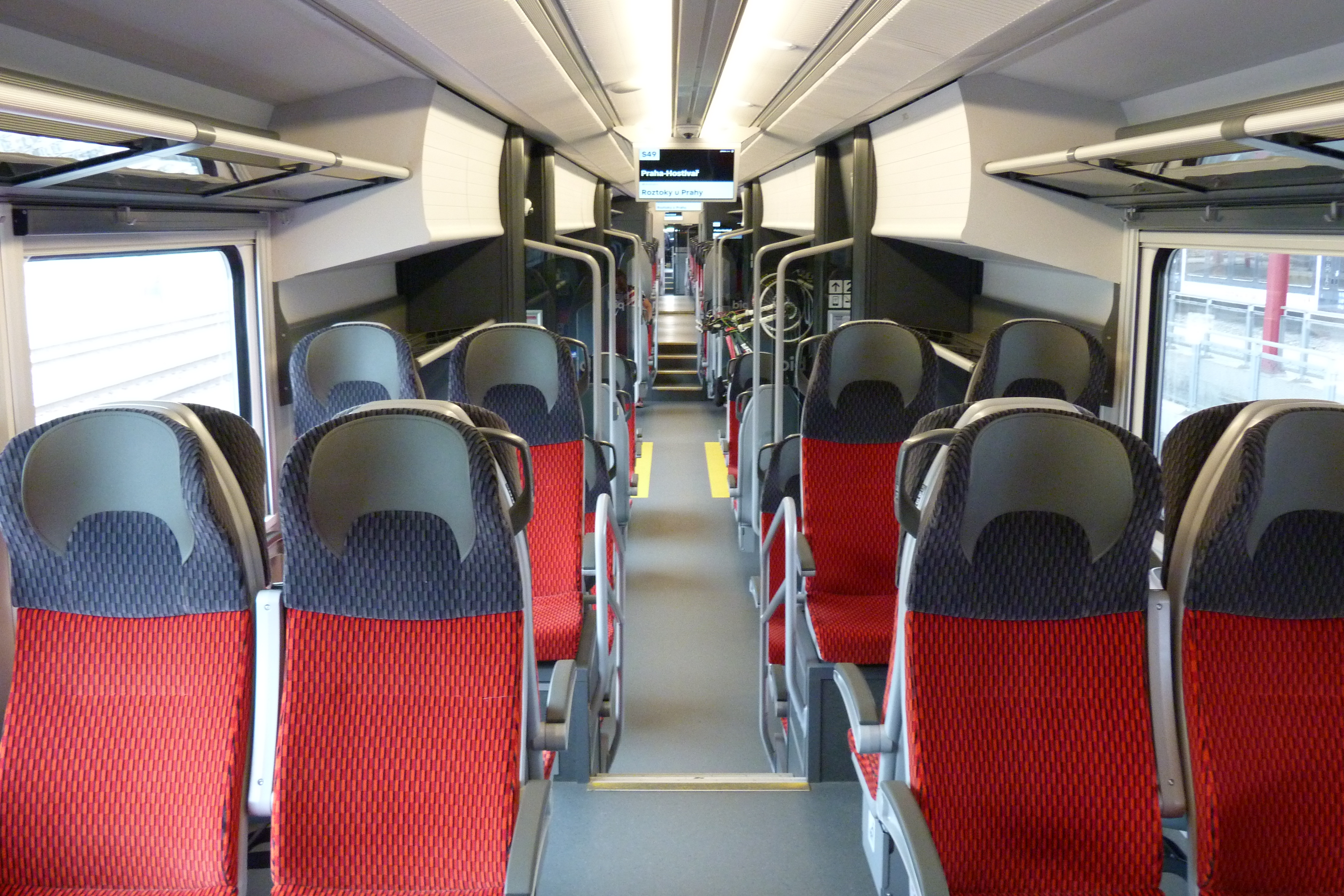
Prostor pro cestující v prostředním voze jednotky
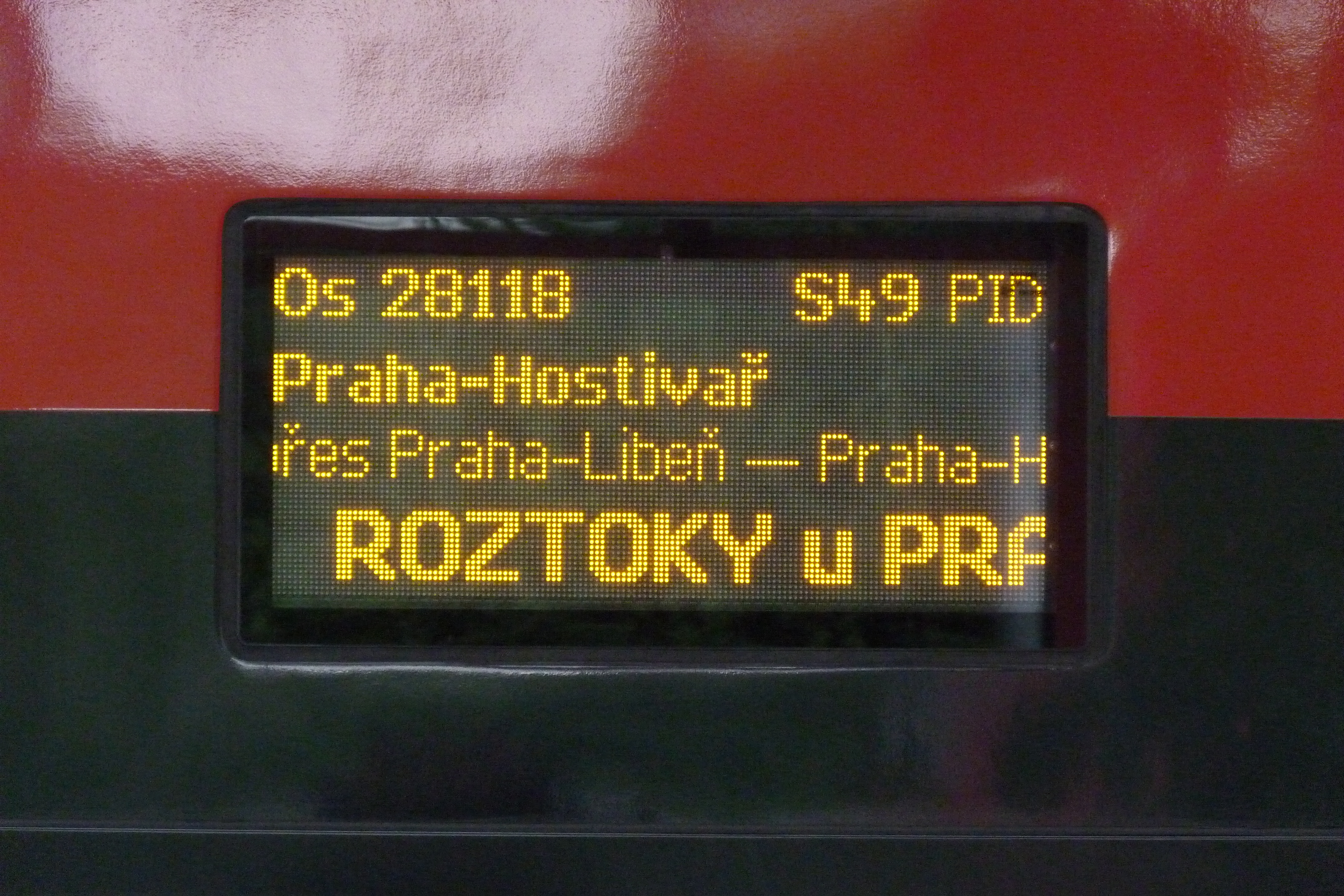
Vnější informační panel pro cestující
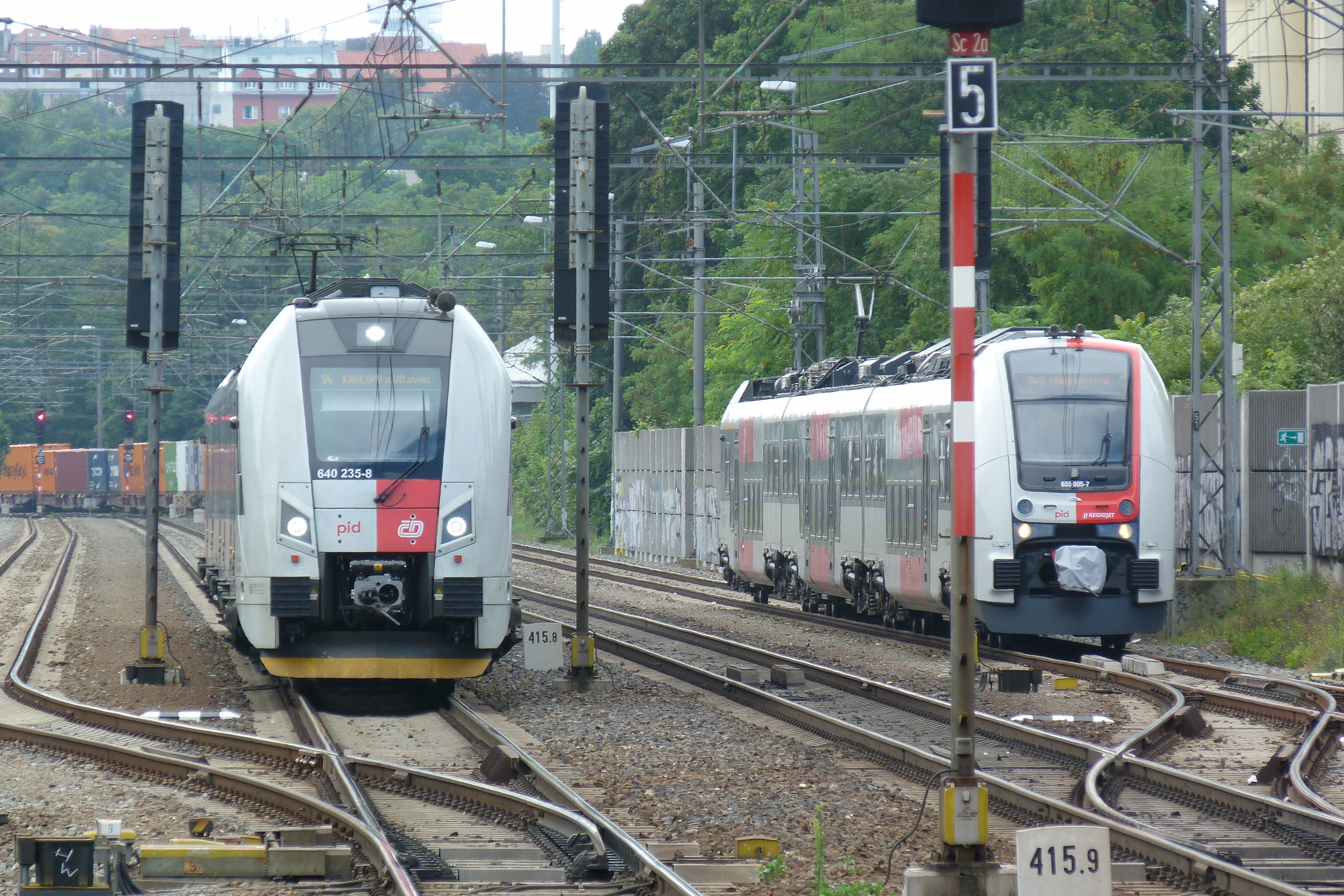
Jednotky řad 640.2 a 655 (vpravo) ve výhybně Praha-Bubeneč